# 小行星4899
小行星4899（4899 Candace）是一颗绕太阳运转的小行星，为主小行星带小行星。该小行星于1988年5月9日发现。

## 轨道参数
小行星4899的轨道半长轴为2.3719419 UA，离心率为0.184。